# Narcissus secció Tazettae
Tazettae és una secció de plantes bulboses que pertany al gènere Narcissus ques està a dins de la família de les amaril·lidàcies.

## Taxonomia
- Narcissus canariensis Burbidge
- Narcissus dubius Gouan
- Narcissus papyraceus Ker Gawl.
- Narcissus tazetta L.
- Narcissus tortifolius Fernández Casas